# Distrito de Bromsgrove
Bromsgrove es un distrito no metropolitano del condado de Worcestershire (Inglaterra). Tiene una superficie de 216,97 km². Según el censo de 2001, Bromsgrove estaba habitado por 87 837 personas y su densidad de población era de 404,83 hab/km².